# Bangnim-dong
Bangnim-dong (koreanska: 방림동) är en stadsdel i staden Gwangju i den sydvästra delen av Sydkorea, 270 km söder om huvudstaden Seoul. Den ligger i stadsdistriktet Nam-gu.

## Indelning
Administrativt är Bangnim-dong indelat i:
| Namn    | Namn               | Yta i km² | Invånare 31 dec 2018 |
| ------- | ------------------ | --------- | -------------------- |
| 방림1동 | Bangnim 1(il)-dong | 0,59      | 7 515                |
| 방림2동 | Bangnim 2(i)-dong  | 0,51      | 9 817                |